# Break the Rules
«Break the Rules» —literalmente en español: «Romper las reglas»— es una canción de la cantante británica Charli XCX , lanzado como el segundo sencillo de su segundo álbum de estudio, Sucker. La canción fue estrenada en la cuenta de Charli de SoundCloud el 18 de agosto de 2014, y el video musical fue lanzado el 25 de agosto de 2014. La canción fue lanzada en el Reino Unido el 12 de octubre de 2014. Cosmopolitan enumerado a «Break the Rules» en el número 5 de las mejores canciones del 2014.

## Video musical
El video musical de la canción fue dirigido por Marc Klasfeld y fue lanzado en YouTube el 25 de agosto de 2014. El video incluye referencias a películas como Carrie , The Craft , y Jawbreaker y a la serie animada Los Simpson. Se cuenta con un cameo de Rose McGowan , la estrella de Jawbreaker.

## Posiciones
| Tabla (2014–15)                       | Mejor posición |
| ------------------------------------- | -------------- |
| Alemania (Media Control AG)           | 4              |
| Australia (ARIA)                      | 10             |
| Austria (Ö3 Austria Top 40)           | 6              |
| Bélgica (Flandes) (Ultratop 50)       | 40             |
| Bélgica (Valonia) (Ultratop 50)       | 44             |
| Canadá (Canadian Hot 100)             | 69             |
| República Checa (Rádio Top 100)       | 22             |
| Francia (SNEP)                        | 20             |
| Irlanda (IRMA)                        | 46             |
| Nueva Zelanda (Recorded Music NZ)     | 31             |
| Noruega (VG-lista)                    | 34             |
| Reino Unido (UK Singles Chart)        | 35             |
| Estados Unidos (Billboard Hot 100)    | 91             |
| Estados Unidos (Mainstream Top 40)    | 27             |
| Estados Unidos (Hot Dance Club Songs) | 36             |

## Certificaciones
| Región                                                        | Certificación | Simbolización | Ventas / envíos |
| ------------------------------------------------------------- | ------------- | ------------- | --------------- |
| Australia (ARIA)                                              | Platino       | ▲             | 70000 ^         |
| ^ Cifras envíos sobre la base de la certificación por sí sola |               |               |                 |

## Historia De lanzamiento
| Región         | Fecha                 | Formato          | Discografíca     | Ref.   |
| -------------- | --------------------- | ---------------- | ---------------- | ------ |
| Canadá         | 19 de agosto de 2014  | Descarga digital | Atlantic Records | [ 16 ] |
| Estados Unidos | 19 de agosto de 2014  | Descarga digital | Atlantic Records | [ 17 ] |
| Reino Unido    | 12 de octubre de 2014 | Descarga digital | Atlantic Records | [ 18 ] |
| Finlandia      | 17 de octubre de 2014 | Descarga digital | Atlantic Records | [ 19 ] |
| Suiza          | 17 de octubre de 2014 | Descarga digital | Atlantic Records | [ 20 ] |
| Alemania       | 16 de enero de 2015   | CD sencillo      | Atlantic Records | [ 21 ] |